# Moduli
Moduli ist eine jährlich erscheinende mathematische Fachzeitschrift. Sie veröffentlicht Arbeiten zu allen Aspekten der Modulitheorie und damit zusammenhängender Mathematik, insbesondere Techniken aus algebraischer und arithmetischer Geometrie, Differentialgeometrie, Kombinatorik, dynamischen Systemen, Eichtheorie, geometrischer Analysis, geometrischer Gruppentheorie, mathematischer Physik, Darstellungstheorie und Topologie.
Die Zeitschrift erscheint seit 2024 und wird von der Foundation Compositio Mathematica in Zusammenarbeit mit der London Mathematical Society und Cambridge University Press herausgegeben. Sie ist Open Access.